# Solas (película)
Solas es una película española cuya trama transcurre a lo largo del breve tiempo que Rosa (María Galiana) pasa, mientras su marido está convaleciente en el hospital, en casa de su hija María (Ana Fernández). Ésta es una joven que malvive con trabajos temporales —cuando los tiene— y que se acaba de quedar embarazada de un hombre que no la ama y que no está dispuesto a asumir responsabilidades con ella. Para María, el único consuelo es la bebida.
Rosa se esforzará por cuidar, lo poquito que ella sabe, a su hija, a su marido en el hospital durante el día, e incluso al vecino (Carlos Álvarez-Nóvoa), un hombre asturiano al que se le hace cuesta arriba vivir en sociedad y que solo se lleva bien con su perro Aquiles. La actitud paciente, cariñosa y discreta de la madre hará mella en el corazón endurecido de la hija, avivará las ilusiones del vecino y dejará una estela de esperanza, dándoles a todos una lección magistral de convivencia y de humildad.
Este fue el primer largometraje del director andaluz Benito Zambrano.
En la Berlinale de 1999 obtuvo el Premio del Público en la Sección Panorama. Después ha competido en multitud de festivales ganando en diversos apartados.

## Reparto
| Intérprete              | Personaje              |
| ----------------------- | ---------------------- |
| María Galiana           | Rosa Jiménez Peña      |
| Ana Fernández           | María Martínez Jiménez |
| Carlos Álvarez-Nóvoa    | El Vecino              |
| Antonio Dechent         | El Médico              |
| Paco de Osca            | Padre                  |
| Juan Fernández          | Juan                   |
| Miguel Alcíbar          | El Gordo               |
| Paco Tous               | El Socio de Juan       |
| Pilar Sánchez           | Limpiadora             |
| Concha Galán            | Limpiadora             |
| Rosario Lara            | Jefa limpieza          |
| Pepa Faraco             | Cajera                 |
| Estrella Távora         | Enfermera              |
| José Manuel Seda        | Vigilante              |
| Magdalena Barbero       | Mujer Enfermo          |
| Sebastián Haro          | Enfermo                |
| Práxedes Nieto          | Carnicero              |
| Manolo Linares          | Invidente              |
| Talco                   | Perro Aquiles          |
| Pilar Romero            | Enfermera 2            |
| Gloria de Jesús         | Madre Autobús          |
| Benito Cordero          | Enfermo Autobús        |
| María Alfonsa Rosso     | Vieja del Carro        |
| Rosario Pardo           | Asistente Social       |
| Milagrosa Lozano        | Mujer Centro Social    |
| Mariana Cordero         | Mujer Centro Social    |
| Ana Aguilar             | Mujer Centro Social    |
| Maica Sánchez Caballero | Telefonista            |
| Miguel A. Martos        | Ligón                  |
| Federico Rivelott       | Habitual Bar           |
| José Chaves             |                        |
| Cuca Escribano          |                        |
| Lara Grube              |                        |

## Palmarés cinematográfico
XIV edición de los Premios Goya
| Categoría                     | Persona                                     | Resultado  |
| ----------------------------- | ------------------------------------------- | ---------- |
| Mejor película                | Mejor película                              | Candidata  |
| Mejor director                | Benito Zambrano                             | Candidato  |
| Mejor director novel          | Benito Zambrano                             | Ganador    |
| Mejor actriz de reparto       | María Galiana                               | Ganadora   |
| Mejor actriz revelación       | Ana Fernández                               | Ganadora   |
| Mejor actor revelación        | Carlos Álvarez-Nóvoa                        | Ganador    |
| Mejor guion original          | Benito Zambrano                             | Ganador    |
| Mejor música original         | Antonio Meliveo                             | Candidato  |
| Mejor montaje                 | Fernando Pardo                              | Candidato  |
| Mejor dirección de producción | Eduardo Santana                             | Candidato  |
| Mejor sonido                  | Jorge Marín Patrick Ghislain Carlos Faruolo | Candidatos |

Medallas del Círculo de Escritores Cinematográficos de 1999
| Categoría               | Persona              | Resultado |
| ----------------------- | -------------------- | --------- |
| Mejor película          | Mejor película       | Ganadora  |
| Mejor director          | Benito Zambrano      | Ganador   |
| Mejor actriz            | María Galiana        | Ganadora  |
| Mejor actriz secundaria | Ana Fernández        | Ganadora  |
| Mejor actor secundario  | Carlos Álvarez-Nóvoa | Ganador   |
| Mejor guion original    | Benito Zambrano      | Ganador   |
| Premio revelación       | Benito Zambrano      | Ganador   |

## Adaptación al teatro
Solas tuvo una traslación escénica, cuya adaptación teatral corrió a cargo de Antonio Onetti, que se estrenó en el Teatro Central de Sevilla el 22 de febrero de 2005, y fue producida por la colaboración entre entes privados, como Maestranza Films y Pentación, y el ente público del Centro Andaluz de Teatro (CAT).
A lo largo de los años 2005 y 2006 se representó en teatros como el Teatro Albéniz, lugar del estreno en Madrid, el 8 de marzo de 2006, Nuevo Apolo (Madrid), Tívoli (Barcelona), Teatro Romea (Barcelona), Teatro Circo (Albacete), Teatro Principal (Zaragoza), Teatro Municipal José Tamayo (Granada), Teatro Cánovas (Málaga)...
La producción teatral fue avalada por su triunfo en la IX Edición de los Premios Max. La obra estuvo nominada en los apartados de Mejor Espectáculo, Adaptación de Obra Teatral (Antonio Onetti) y Director de Escena (José Carlos Plaza), además de dos nominaciones a la Mejor Actriz, Lola Herrera y Natalia Dicenta, galardón finalmente conseguido por la primera.
Aunque la película es el punto de partida del espectáculo, la versión teatral descubre nuevos matices marcados por la dirección escénica y el ejercicio interpretativo de sus protagonistas, siendo los actores Carlos Álvarez-Novoa, Idilio Cardoso, Aníbal Soto, Eduardo Velasco, Chema del Barco, Marga Martínez, Marina Hernández y Darío Galo los que secundan a madre e hija (Herrera y Dicenta) en una historia marcada por la desolación y la esperanza.

### Palmarés teatral
| Premio                            | Categoría              | Persona           | Resultado |
| --------------------------------- | ---------------------- | ----------------- | --------- |
| IX Edición, Premios Max           | Mejor actriz           | Lola Herrera      | Ganadora  |
| 56.º Edición, Fotogramas de Plata | Mejor actriz de teatro | Lola Herrera      | Ganadora  |
| Premio Chivas '06                 | Mejor director         | José Carlos Plaza | Ganador   |